# Comendador
Comendador è un comune della Repubblica Dominicana di 25.475 abitanti, situato nella Provincia di Elías Piña, di cui è capoluogo. Comprende, oltre al capoluogo, due distretti municipali: Sábana Larga e Guayabo.

## Storia
La città prende il nome dal suo fondatore, il "commendatore della Lares" (commendatore era il capo di un ordine militare o religioso), ma il 29 novembre 1930 è stato cambiato in Elías Piña ma in seguito, con la legge n. 342 del 29 maggio 1972 la città si chiamava ancora Comendador.